# N' My Neighborhood
Albums de MC Eiht
Last Man Standing
(1999) Tha8t'z Gangsta
(2001)
Singles
1. Tha Hood Is Mine
Sortie : 2000

N' My Neighborhood est le cinquième album studio de MC Eiht, sorti le 20 juin 2000.
L'album s'est classé 23e au Top R&B/Hip-Hop Albums et 95e au Billboard 200.

## Liste des titres
| No  | Titre                                                                             | Contient un (des) sample(s) de             | Durée |
| --- | --------------------------------------------------------------------------------- | ------------------------------------------ | ----- |
| 1.  | Intro                                                                             |                                            | 2:08  |
| 2.  | Git Money (featuring Techniec – Produit par DJ Slip)                              |                                            | 3:32  |
| 3.  | Tha Hood Is Mine (featuring Mack 10 et Techniec – Produit par Caviar et Overdose) |                                            | 3:54  |
| 4.  | From Yo Hood 2 My Hood (Produit par)                                              | Love Don't Live Here Anymore de Rose Royce | 3:44  |
| 5.  | Till I Die (featuring Mack 10 – Produit par Caviar et Overdose)                   |                                            | 4:42  |
| 6.  | Hold Up (featuring Soultré – Produit par Young Tre)                               |                                            | 4:28  |
| 7.  | So Ruff                                                                           |                                            | 3:52  |
| 8.  | All Around The Hood (featuring Boom Bam – Produit par Binky)                      |                                            | 4:00  |
| 9.  | Must Be Murder (Produit par DJ Raw Steel et MC Eiht)                              |                                            | 4:56  |
| 10. | Lunatic (Produit par Young Tre)                                                   |                                            | 3:53  |
| 11. | Hood Ratz (Produit par DJ Raw Steel et MC Eiht)                                   | Love Sounds des Intimate Strangers         | 3:59  |
| 12. | Once Upon a Time N' the Ghetto (Produit par Young Tre)                            |                                            | 4:24  |